# Dodge Aspen
La Aspen è un'autovettura prodotta dalla Dodge dal 1976 al 1980. La versione della Plymouth ottenuta tramite badge engineering venne chiamata Plymouth Volaré (il nome derivava dal termine italiano "volare").

## Il contesto
La Aspen era disponibile in versione berlina quattro porte, coupé due porte e familiare quattro porte. Inizialmente la Aspen apparteneva alla classe delle compact. In seguito, cambiò di categoria, passando alla tipologia delle vetture mid-size.
La Dodge Aspen e la Plymouth Volaré nel 1976 vinsero il premio, organizzato dalla rivista Motor Trend, di "auto dell'anno". Esse sostituirono la Plymouth Valiant, la Duster e la Dodge Dart, che erano tutte realizzate sul pianale A della Chrysler. La Dart, la Valiant, e la Duster furono vendute insieme alla Aspen ed alla Volaré per una parte del 1976, per venire poi tolte dai listini poco dopo.
La Dodge Aspen e la Plymouth Volaré furono invece sostituite nel 1981 dalle più piccole Dodge Aries e Plymouth Reliant (che erano basate sul pianale K a trazione anteriore della Chrysler), e dalle Dodge Diplomat e Plymouth Gran Fury (costruite invece sul pianale M). Queste ultime erano paragonabili, per la struttura, le dimensioni e la meccanica, alle Aspen e Volaré.
Basate sul pianale F della Chrysler, le Aspen e Volaré furono progettate per essere relativamente più lussuose dei modelli costruiti sul pianale A sopramenzionati. La Aspen e la Volaré continuarono la tradizione delle vetture basate sul pianale A, che prevedeva delle dimensioni diverse per le coupé e per le berline/familiari. Queste ultime, infatti erano più grandi. Nello specifico, ad esempio, il passo delle coupé era di 2.760 mm, mentre quello delle familiari e berline era di 2.860 mm.

## Lo sviluppo e le novità tecniche

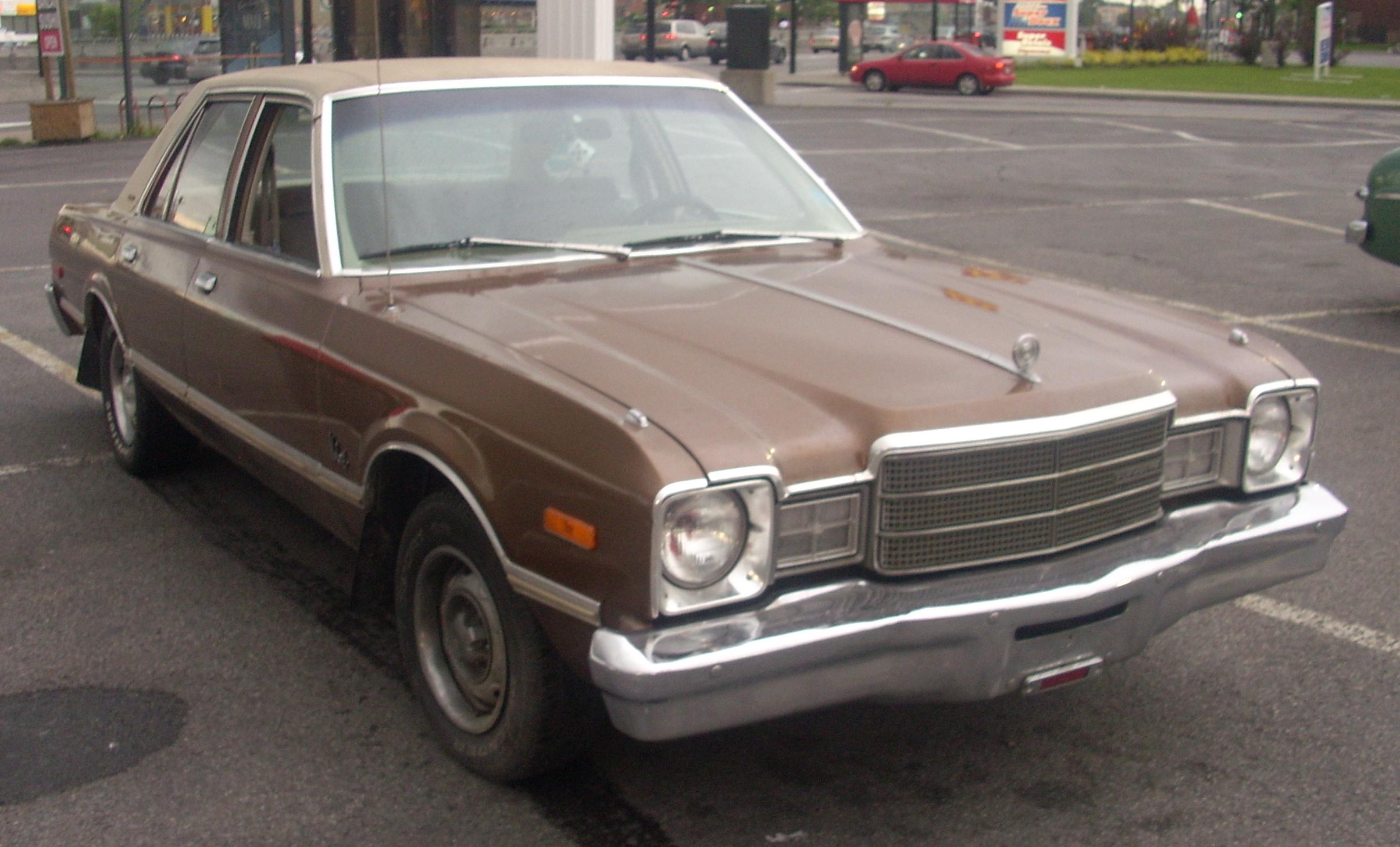
Una Plymouth Volaré berlina del 1977

La vettura fu collaudata nella galleria del vento per essere aerodinamicamente valida e per consentire la riduzione del consumo di carburante. Questo fu dettato dal programma di sviluppo, che prevedeva studi approfonditi che spaziavano dalla riduzione della resistenza aerodinamica, alla stabilità in presenza di vento laterale ed alla riduzione dei fruscii del vento. Gli effetti di questi collaudi diedero come risultato un frontale dalle linee più morbide, la rimozione dei gocciolatoi e l'ottimizzazione della canalizzazione dei flussi. Il corpo vettura della Aspen fu realizzato utilizzando i computer; lo sviluppo della scocca portante fu condotto utilizzando modelli in plastica per testare le zone maggiormente sollecitate durante l'uso della vettura, prima ancora di realizzare dei lamierati definitivi. Le riduzione del peso del modello, che fu realizzato per consentire la limitazione dei consumi di carburante, fu ottenuto con l'installazione di vetri più sottili, di un telaio delle portiere più leggero e di rinforzi in acciaio altoresistenziale debolmente legato, i quali risultavano quattro volte più forti di un normale acciaio. Il ridotto numero di stampaggi dei lamierati consentì un migliore accoppiamento tra un lamierato e l'altro ed un numero minore di saldature.
La Aspen aveva una superficie vetrata superiore rispetto a quella delle altre Dodge compact. Più precisamente quest'ultima era superiore del 25% per i modelli a due porte e del 33% per le berline. L'allineamento dei parametri delle ruote, come l'angolo di incidenza e la campanatura poteva essere eseguito rimuovendo le piastre sul portamozzo della ruota.
Le sospensioni furono completamente rinnovate, prevedendo un sistema trasversale. Esse sostituirono la barra di torsione longitudinale che la Chrysler introdusse nel 1957 e che fu usata su tutti i modelli fino ad allora. Inoltre il nuovo avantreno venne descritto come in grado di regalare un comfort pari a quello di una vettura di classe più alta, poiché esso aveva la caratteristica di essere cedevole nelle escursioni in senso longitudinale, il che permetteva alla ruota di muoversi all'indietro quando lo pneumatico incontrava un oggetto, smorzando lo scossone e seguendo l'andamento della strada. Due barre di torsione parallele ed una barra antirollio furono montate davanti alle ruote anteriori. Esse si integravano alle sospensioni dell'avantreno. Questi componenti erano installati su una traversa a forma di "K", che era isolata dal resto della scocca mediante supporti in gomma. Le sospensioni anteriori a barra di torsione trasversale furono installate sui modelli Chrysler che si basavano sui pianali J ed M. Le consuete sospensioni posteriori a balestra erano isolate mediante supporti in gomma, in modo tale che non ci fossero contatti metallo-metallo che avrebbero trasmesso i rumori e le vibrazioni. Anche il piantone dello sterzo era isolato.

## Il marketing
La Chrysler sponsorizzò nel 1976 la Aspen ad una competizione di sci acrobatico che si svolse ad Aspen, in Colorado. Nella stampa e nei media, l'attore Rex Harrison fu testimonial della Aspen, la cui campagna pubblicitaria fu ispirata ad una scena tratta dal film My Fair Lady, in cui recitò lo stesso Harrison. Il cantante Sergio Franchi fu invece il testimonial per la Volaré. Infatti, nello spot pubblicitario che venne trasmesso alla radio ed in televisione, era usata la nota canzone Volare con testo modificato. L'accento utilizzato nel nome dell'autovettura fu messo per sottolineare l'"accento di qualità" che possedeva il modello.

## Storia

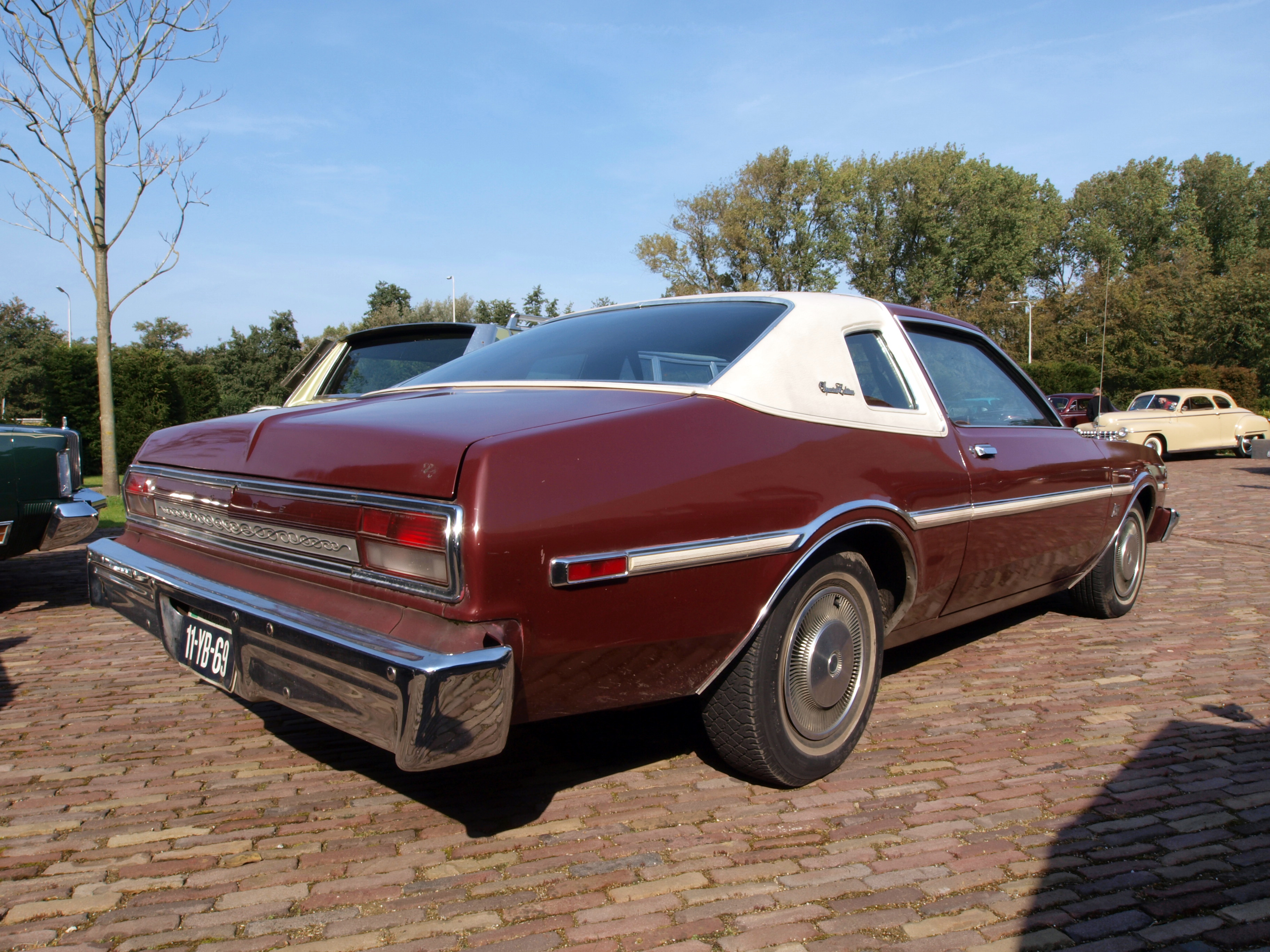
Vista posteriore di una Dodge Aspen coupé del 1977

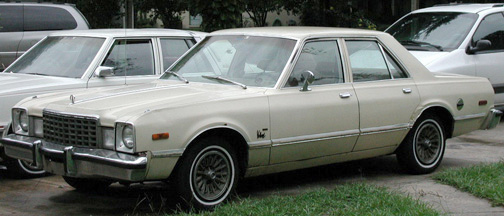
Una Plymouth Volaré berlina del 1979

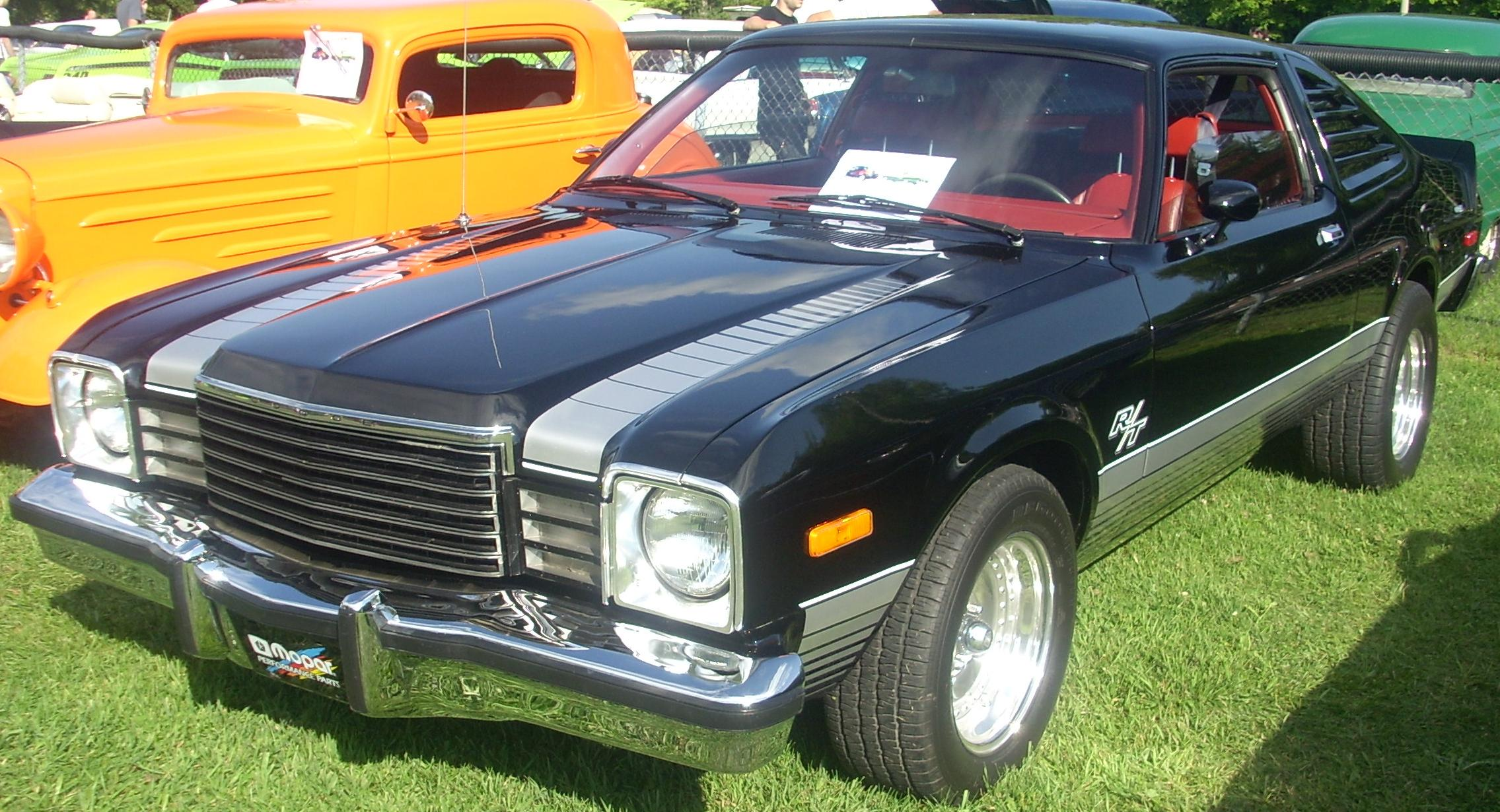
Una Dodge Aspen R/T coupé del 1979

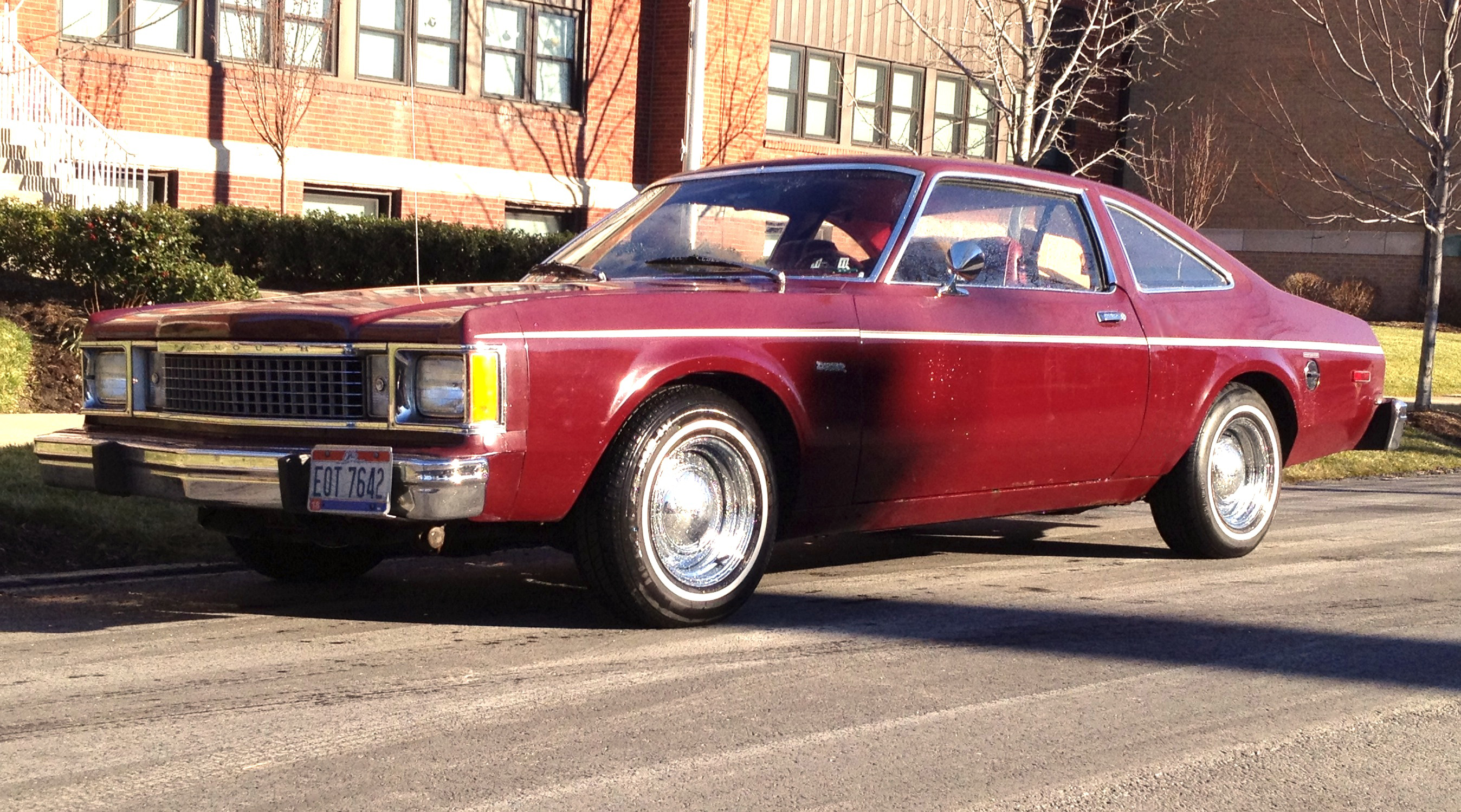
Una Plymouth Volaré del 1980 con allestimento Duster.

La Aspen sostituì l'obsoleta Dart, con cui condivideva la carrozzeria a tre volumi ed i motori, e niente altro. Fu disponibile con tre tipi di corpo vettura, coupé due porte, berlina quattro porte e familiare quattro porte. Erano offerti tre livelli allestimento, quello base, il Custom e l'SE (sigla di Special Edition). Le coupé erano dotate di portiere prive del telaio del finestrino. Un montante centrale più sottile sostituì lo stile hardtop che caratterizzava la Dart. Il pacchetto sportivo opzionale R/T era offerto solo sulla versione coupé e comprendeva, tra l'equipaggiamento standard, un motore V8 da 5,2 L di cilindrata. Tra le opzioni, era possibile ottenere un V8 da 5,9 L, sia nella versione con carburatore doppio corpo che in quella con carburatore quadruplo corpo. I due motori citati erano anche disponibili sui modelli standard. Su tutta la linea era offerto come propulsore installato di serie un motore a sei cilindri in linea da 3,7 L sia in versione con carburatore monocorpo, che in versione con carburatore doppio corpo. Nel 1976 vennero prodotti 189.900 esemplari di Aspen e 255.008 di Volaré.
Nel 1977 vennero applicati pochi cambiamenti. Tra le opzioni delle coupé, fu introdotto un tettuccio tipo Targa. Al pacchetto R/T fu aggiunta l'opzione "Super Park", che consisteva nell'installazione di spoiler anteriori e posteriori, mozzi ruota a forma di proiettile e finestrini posteriori semicoperti. Nel 1977 vennero prodotti 266.012 esemplari di Aspen e 327.739 di Volaré.
Nel 1978 la Aspen fu oggetto di numerosi cambiamenti. I tre allestimenti vennero condensati in uno, dato che il Custom e l'SE vennero declassati ad opzione. La Aspen ebbe in dotazione anche un nuovo frontale simile a quello della Volaré, mentre la calandra di quest'ultima fu rivista. La Chrysler aggiunse l'allestimento "Duster" nel tentativo di sostenere le vendite calanti, e facendo affidamento sulla popolarità dell'omonimo modello su piattaforma A commercializzato tra il 1970 ed il 1976. Furono anche introdotti due nuovi pacchetti, il "Super Coupe" ed il "Kit Car". Tutti i modelli dei due allestimenti riportavano la scritta "Super Pak", anche se i due pacchetti erano caratterizzati da diversi colori della carrozzeria e da differenti opzioni. Dell'allestimento Super Coupe, che era caratterizzato dall'avere caratteristiche sportive, vennero prodotti 531 esemplari. L'allestimento Kit Car era invece caratterizzato da un aspetto da auto da competizione. Le ruote non avevano mozzi, quelli a forma di proiettile sembravano avvitati ed anche il parabrezza aveva tiranti metallici come le vetture da gara. A differenza da un'auto da gara, la Kit Car aveva il cambio automatico. La Kit Car è stata la più rara Aspen costruita, dato che venne prodotta in soli 145 esemplari. Nel 1978 fu anche introdotto il pacchetto Sunrise, che era simile alla Volaré Duster ed era disponibile sono per la coupé. 
Sia sulla Aspen che sulla Volaré vennero allargate le luci posteriori. La produzione totale, nel 1978, fu di 166.419 esemplari di Aspen e di 217.795 unità di Volaré.
Nel 1979 cambiò poco. Gli indicatori di direzione posteriori modificarono colore da giallo a rosso. Gli allestimenti commercializzati nel 1978 vennero confermati nel 1979 con l'eccezione del Super Coupe e del Kit Car. Al motore fu aggiunto un nuovo sistema di diagnostica. Inoltre, furono disponibili nuovi colori della carrozzeria e venne installato un nuovo tachimetro. La versione familiare ebbe in dotazione una presa d'aria frontale. Nel 1979 vennero prodotti 121.354 esemplari di Aspen e 178.819 di Volaré.
Nel 1980, ultimo anno di produzione, la Aspen e la Volaré ebbero in dotazione un nuovo frontale con fanali anteriori rettangolari. I due modelli condividevano il cofano, i parafanghi ed i paraurti anteriori con la Dodge Diplomat. Erano disponibili gli allestimenti Special Edition e Premier, mentre lo Special Edition fu ora offerto solo sulle berline e coupé. Il meno popolare allestimento Duster fu sui listini anche nel 1980. Il pacchetto R/T fu installato solo su 285 esemplari di Aspen e venne tolto dall'offerta insieme al modello. Nel 1980 il motore V8 da 5,9 L fu tolto dal mercato, lasciando il V8 da 5,2 L al top della motorizzazione anche sulla R/T. La potenza erogata da quest'ultimo, nella versione a carburatore doppio corpo, scese da 140 CV a 120 CV. Al propulsore con carburatore quadruplo corpo la potenza venne aumentata da 140 CV a 155 CV. Il motore a sei cilindri in linea da 3,7 L restò alla base della motorizzazioni. Quest'ultimo erogava 90 CV. La produzione di Aspen e Volaré nel 1980 fu, rispettivamente, di 67.318 esemplari e 90.063 unità.
La Aspen e la Volaré possedevano il motore montato anteriormente e la trazione posteriore. Erano disponibili quattro cambi, per al precisione due manuali e due automatici. Le trasmissioni manuali erano l'A230 a tre rapporti e l'A833 a quattro rapporti, mentre quelle automatiche erano l'A904 ed l'A998/A999 (entrambi a tre rapporti).
La Dodge Aspen fu sostituita dalla Dodge Aries per il model year 1981.

## La Aspen R/T

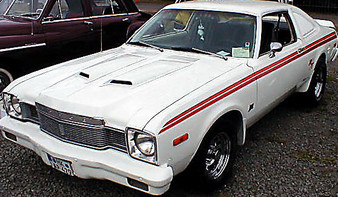
Una Aspen R/T

Della Aspen venne preparata una versione speciale coupé chiamata "Aspen R/T". Essa era dotata di pneumatici più larghi, cerchioni di derivazione rallistica e di una calandra speciale.
Tra le opzioni, era possibile ottenere un motore V8 da 5,9 L che erogava 170 CV di potenza e 380 N•m di coppia. Esso era accoppiato ad un cambio a quattro rapporti con overdrive. In un test effettuato dalla rivista Motor Trend, un esemplare di R/T con motore da 5,9 L percorse il miglio da fermo in 17,4 secondi con una velocità di uscita di 138,6 km/h. Inoltre, venne registrata un'accelerazione da 60 a 95 mph (cioè da 97 a 153 km/h) di 13,8 secondi. La versione Plymouth della R/T era la "Volaré Road Runner".

## La versione familiare
Le versioni familiari erano disponibili sia per la Aspen che per la Volaré. Esse erano dotate di portellone di carico con lunotto fisso. Il volume di carico era di 2,04 m³, mentre la capacità di carico era di 500 kg, che era 45 kg meno delle altre familiari medie Chrysler. L'apertura di accesso al vano bagagli era larga quasi 1,2 metri e alta 70 cm. Con il divanetto posteriore abbattuto, l'area di carico era lunga 1,9 metri fino alla linea di cintura e larga 1,1 m dietro i passaruota. La familiari con allestimento premium erano denominate Aspen SE e Volaré Premier ed avevano dei pannelli in finto legno sulle fiancate. Sulle Aspen SE, la finta radica (metallo verniciato) era di color chiaro e richiamava l'effetto del legno, mentre nelle Premier, i pannelli laterali erano allestiti con inserti in acciaio inossidabile che davano l'effetto di un legno più scuro. Le scritte identificative, la forma della calandra ed il citato tipo di pannelli delle fiancate erano gli unici tratti distintivi che differenziavano le Aspen dalle Volaré. Le coperture laterali della zona di carico bagagli erano in polipropilene. Esse erano ottenute tramite stampaggio a iniezione. In questi pannelli erano ricavati dei vani portaoggetti coperti e richiudibili aventi un volume di 0,042 m³. Questi compartimenti erano standard sulle Aspen SE.

## I richiami
La Aspen e la Volaré furono oggetto di una serie di richiami che erano causati da difetti nella fabbricazione. Essi portarono la Chrysler vicina alla bancarotta ed a cambiamenti permanenti nell'organizzazione e nelle tecniche produttive nell'industria automobilistica nordamericana.
Nel 1978 la Chrysler richiamò tutte le Aspen e Volaré prodotte nel 1976 e nel 1977 per la sostituzione dei parafanghi anteriori, che erano soggetti ad arrugginimento precoce. A molti esemplari furono installati parafanghi nuovi. Furono introdotti lamierati in acciaio galvanizzato per il corpo vettura, assieme a rivestimenti completi della parte interna del parafango anteriore realizzati in polietilene per risolvere i problemi collegati all'arrugginimento. Nel 1977 fu ordinato un richiamo di diverse vetture Dodge, Plymouth e Chrysler (inclusi modelli Aspen e Volaré) a causa di problemi di spegnimento improvviso del motore e di problemi ai carburatori, che obbligava i clienti a fare diversi tentativi di avviamento del propulsore prima che quest'ultimo si accendesse.

## La commercializzazione nel mondo
La Aspen e la Volaré furono commercializzate in Messico e Colombia come "Dodge Dart" e "Chrysler Valiant Volaré". In Messico la Volaré non fu in vendita come modello Plymouth perché il marchio in questione fu ritirato nel 1969. La divisione messicana della Chrysler vendette alcuni modelli degli anni ottanta (più precisamente la Plymouth Reliant, la Dodge Aries e la Plymouth Caravelle) come "Chrysler Volaré". Quest'ultima, dal 1988 al 1990, fu utilizzata dalla polizia messicana come auto di pattuglia. La Volaré in Canada fu anche chiamata "Volaré Duster".

## Dopo l'uscita di produzione
Il pianale F uscì di produzione nel 1980 con la Aspen. Da esso però derivarono due altri pianali, cioè le piattaforme J e M. Il nome Aspen fu ripreso dalla Chrysler nel 2007 per il SUV Chrysler Aspen.